# Agafamosquits de cara lleonada
L'agafamosquits de cara lleonada (Microbates cinereiventris) és un ocell de la família dels polioptílids (Polioptilidae).

## Hàbitat i distribució
Habita sotabosc de les terres baixes al vessant del Carib del sud-est de Nicaragua i Costa Rica, ambdues vessants de Panamà i des de l'oest, nord i est de Colòmbia, cap al sud, per l'oest dels Andes fins l'oest de l'Equador, i per l'est dels Andes a través de l'est de l'Equador fins l'est del Perú.